# Episodi di Alex & Co. (terza stagione)
La terza stagione di Alex  & Co è stata divisa in due parti di cui la prima è andata in onda dal 24 settembre 2016 su Disney Channel. 
| n° | Titolo      | Prima TV Italia   |
| -- | ----------- | ----------------- |
| 1  | Episodio 32 | 24 settembre 2016 |
| 2  | Episodio 33 | 24 settembre 2016 |
| 3  | Episodio 34 | 1 ottobre 2016    |
| 4  | Episodio 35 | 1 ottobre 2016    |
| 5  | Episodio 36 | 8 ottobre 2016    |
| 6  | Episodio 37 | 8 ottobre 2016    |
| 7  | Episodio 38 | 15 ottobre 2016   |
| 8  | Episodio 39 | 15 ottobre 2016   |
| 9  | Episodio 40 | 22 ottobre 2016   |
| 10 | Episodio 41 | 22 ottobre 2016   |
| 11 | Episodio 42 | 21 gennaio 2017   |
| 12 | Episodio 43 | 21 gennaio 2017   |
| 13 | Episodio 44 | 28 gennaio 2017   |
| 14 | Episodio 45 | 28 gennaio 2017   |
| 15 | Episodio 46 | 4 febbraio 2017   |
| 16 | Episodio 47 | 4 febbraio 2017   |
| 17 | Episodio 48 | 11 febbraio 2017  |
| 18 | Episodio 49 | 11 febbraio 2017  |
| 19 | Episodio 50 | 18 febbraio 2017  |
| 20 | Episodio 51 | 18 febbraio 2017  |

## Episodio 32

### Trama
..Inizia un nuovo anno scolastico per gli Alex&Co., e dopo la vittoria al talent, sono pronti per una nuova avventura: incidere il loro primo disco. Invece Linda e sua madre Victoria sono sparite e non si sa più nulla di loro. Gli Alex&Co. hanno avuto un contratto con la casa discografica "Youth Sound Records", gestita dalla nuova manager della band, Diana Jones. Nicole ha abbandonato sia la band che Alex e, invece di andare con la band al tour europeo, ha trascorso un campus estivo ambientalista al mare. Sam cerca di convincerla ad andare a salutare Alex, ma lei cerca lo stesso di prendere le distanze. Alla fine, Sam le passa il telefono per parlare con Alex, ma la ragazza non ce la fa. Finalmente, Alex, Sam, Emma e Christian si riuniscono in sala incisioni per registrare la prima canzone del disco, "Unbelievable". Ma, durante le prove, Emma inizia a denunciare dei problemi alla sua voce. Diana s'infuria moltissimo, in modo esagerato, e decide di far saltare le prove. Mentre corre nel parco, Alex si ferma per rispondere a una telefonata di Nicole, ma una ragazza gli fa cadere il telefono per terra e glielo rompe. Alex la insegue, credendo sia un ragazzo, ma poi scopre che è una ragazza, molto scontrosa. I ragazzi tornano tutti quanti al Melsher, Ferrari è diventato un normale professore e dovrà sottostare agli ordini del nuovo preside, il prof. Strozzi. In cortile, Alex e Nicole riescono a scambiarsi un saluto, ma vengono interrotti da una squadra di calcio molto frastornante. Samantha è totalmente persa senza Linda e la vede continuamente nei suoi sogni e pensieri. Addirittura, ha perso il suo stile per i vestiti. In classe, i ragazzi danno il benvenuto alla nuova compagna di classe, Clio, la stessa ragazza che ha rotto il telefono di Alex al parco. Fin da subito, Clio si mostra una ragazza introversa e taciturna, che non vuole socializzare con nessuno. Christian cerca di convincere Alex ad accettare la decisione di Nicole e andarle a parlare. In mensa, Samantha non riesce a scegliere il piatto da mangiare senza Linda, e intasa la fila. Grazie al cielo, interviene Rebecca per liberare la fila. Alcune voci di corridoio dicono che Linda e Victoria Williams sono andate in ritiro spirituale per la figuraccia al talent. Alex va finalmente a parlare con Nicole, che non crede alla storia del telefono rotto e crea ulteriore disagio. Nina ispeziona i corridoi per vedere se Strozzi ha installato telecamere di sorveglianza in modo da controllarla e licenziarla e, mentre parla con Belli, le scappa di bocca il fatto del licenziamento di Ferrari, davanti ad Emma. Infatti, Victoria prima lo ha declassato da preside a semplice professore e poi, a pochi giorni dall'inizio della scuola, lo ha licenziato. Alex chiama Nicole in classe per consolare Emma, che è in lacrime per la notizia. Emma parla con suo padre perché le ha nascosto la notizia e gli urla in faccia. Ma, purtroppo, ha dei gravi colpi di tosse e viene portata d'urgenza in ospedale perché non riesce più a parlare a causa della tosse. Purtroppo, la situazione è grave: Emma ha un problema alle corde vocali e dovrà essere sottoposta a un intervento chirurgico a San Diego. Ma anche se l'operazione andrà bene, Emma non potrà più tornare a cantare...

## Episodio 33

### Trama
È passata una settimana da quando Emma è partita da sua zia a San Diego, in California, e l'operazione è andata a buon fine. Non rimane altro che attendere il suo ritorno. Sam propone a Christian ed Alex di diventare una boy band, finché non torna Emma. Non è una cattiva idea, ma non si sa se piacerà a Diana, mentre Alex è assolutamente contrario. Però, alla fine i tre ragazzi si esibiscono effettivamente da boy band a Diana. A Diana piacciono molto: sono carini, sanno muoversi bene e cantare bene. Purtroppo però Diana ha già una boy band sotto contratto, e non gliene serve un'altra. E poi, loro hanno vinto il talent come gruppo misto e il pubblico è abituato a vederli con delle ragazze. Nonostante a Diana non piaccia l'idea della boy band, concede ad Alex, Sam e Christian tre giorni per trovare delle voci femminili e, appena le troveranno, il contratto sarà ancora valido. Sam chiede a Rebecca di unirsi a loro, ma lei non vuole perché crede che tutti penserebbero che sostituisce Emma solo perché è la ragazza di Sam; e inoltre lei fa parte delle Lindas, e anche se Linda era l'unico difetto del gruppo, non è sempre stata cattiva come pensano tutti: addirittura, all'asilo, quando Rebecca stava piangendo, Linda prese la bambola da una bambina e la regalò a Rebecca! Strano, ma vero. Da allora diventarono inseparabili. Christian e Sam chiedono ad Alex di convincere Nicole a tornare con loro, ma il ragazzo non ci vuole nemmeno pensare. Così, decidono di passare all'idea dei casting per le voci femminili, anche se tre giorni sono troppo pochi. C'è una splendida notizia a scuola: Victoria Williams ha venduto il Melsher Institute, Strozzi non è più preside e Ferrari è tornato ad occupare il suo posto di sempre. Anche se Strozzi è irato dalla notizia, Ferrari cerca di dimenticare ogni dissidio del passato con lui e tornare ad essere i colleghi rispettabili di sempre. Alex, Sam e Christian mandano un video in rete in cui invitano tutte le ragazze che lo desiderino a mandare loro, entro due giorni, una registrazione in cui cantano la loro canzone preferita, e le migliori entreranno a far parte degli Alex&Co. Nicole vede il volantino in bacheca e viene travolta dai ricordi. Samantha non riesce a dimenticarsi di Linda e peggiora sempre più la sua situazione, partendo dal suo nuovo stravagante look. Strozzi è ancora più severo e rigido, dopo aver sentito che non sarà più preside e fa un compito a sorpresa. Clio viene in ritardo in classe, anche se la campanella non è suonata e, siccome ha risposto al professore, lui la manda fuori dalla classe. E manda fuori anche Alex, dato che l'ha difesa. Clio non ha apprezzato l'aiuto di Alex e gli dà la colpa per essere stati mandati fuori. Nina ha una nuova divisa e la mostra al preside Ferrari, il quale è molto preoccupato per la distanza da sua figlia, anche se è in buone mani. Passeggiando per le strade della città, Nicole reincontra la sua vecchia babysitter, Sara. Le due si riabbracciano e Sara le confida che guardava tutte le puntate del talent e che aveva sempre saputo che Alex e Nicole sarebbero stati una bella coppia. Ma ora è tutto cambiato; Nicole le dice che dopo la vittoria al talent, lei ha abbandonato la band e lasciato Alex. Sara, al momento, gestisce un piccolo teatro nel suo periodo buio, il Blue Factory. Sam, Christian ed Alex non trovano alcuna voce adatta per la band e le registrazioni delle ragazze sono finite. L'unica cosa che li resta da fare è convincere Nicole a tornare con loro. Alex ritrova Nicole nel loro posto, l'altalena sotto l'albero nel parco. Finalmente, hanno occasione di parlarsi come si deve. Nicole gli confessa che lo aveva sempre seguito fin da bambina. Prima la sua migliore amica, poi componente della sua band e infine la sua ragazza. Ma alla fine ha iniziato a sentirsi prigioniera, incapace di seguire le sue vere passioni, anche se al momento non sa nemmeno lei che cosa le piaccia fare. Alex la capisce, le augura di trovare la sua strada e alla fine si abbracciano calorosamente. Alex manda un messaggio ai ragazzi dicendo che ha parlato con Nicole ma non ha ottenuto nulla. Purtroppo, dovranno tornare da Diana senza nessuna ragazza. Camminando, ritrova Clio e la ferma per chiederle come mai è così scontrosa con tutti. Le propone una cosa: ricominciare da capo e presentarsi come se non si fossero mai visti prima. Christian si tiene in contatto di continuo con Emma. Alex corre da Sam e Christian per annunciarli una lieta notizia: hanno trovato le nuove componenti della band, che cantano da Dio. Alex chiama le ragazze per dirle che sono dentro, ma ad un certo punto sente la suoneria di "Oh my gloss!" dal telefono di una persona che si avvicina a loro. Infatti, le ragazze che hanno mandato la canzone e che Alex sta chiamando altre non sono che Linda, Samantha e Rebecca. Le Lindas sono tornate!

## Episodio 34

### Trama
Alex, Sam e Christian fanno un brindisi assieme a Diana e alle Lindas per la loro unione. Due band rivali si sono conciliate per formare un'unica band. Ora che non esistono più solo Alex, Sam e Christian, dovranno trovare un nome per la nuova band. Ma Linda propone di lasciare il nome della band così com'è, cioè Alex&Co. Dopo il ritiro spirituale, Linda è totalmente cambiata, ma Alex non si fida ancora. Sam lo convince che Linda è effettivamente cambiata, partendo dal fatto che ha addirittura chiesto il perdono per tutte le cattiverie che ha commesso. Linda mostra a Samantha un amuleto che le ha donato Mun, il suo maestro spirituale. Mun l'ha aiutata a trovare la sua parte migliore e l'ha cambiata, facendola diventare molto più buona e gentile. Nicole si propone come volontaria per aiutare Sara con uno spettacolo al Blue Factory. Davanti all'ingresso del teatro, le due trovano una lettera. La lettera è un avviso di sfratto indirizzato a Sara. Belli presenta un nuovo progetto alla sua classe, il progetto "Divertiamoci a stare bene". L'obiettivo è quello di proporre un'idea realizzabile che serva a migliorare la scuola e il benessere di studenti e professori. Sam e Rebecca si mettono insieme per il progetto e come idea vogliono creare un'app che dica ogni giorno al suo proprietario di quante proteine, zuccheri o grassi ha bisogno. Nicole, con la sua idea di creare un orto per la scuola, si unisce a loro. Belli propone a Clio di far parte del progetto per interagire con qualche suo compagno, ma salta su Alex dicendo che si sono già messi d'accordo per fare il lavoro insieme, anche se Clio non l'aveva mai saputo. Christian pensa che ad Alex piaccia Clio, ma lui afferma che gli piace solo stuzzicarla. Alex le chiede il numero di telefono, ma lei dice che non ce l'ha un telefono, sicché Alex le dice che in questo caso si incontreranno al parco. Nicole si confida con Belli dicendogli che ogni volta che si butta in qualcosa, dopo un po' inizia subito a perdere interesse. Nicole segue il consiglio di Belli e corre da Sara, perché pensa di aver trovato finalmente la sua strada. Sara sta parlando con il proprietario del Blue Factory, il quale non le vuole sentire le sue scuse e le dice che il teatro verrà chiuso e basta. Ad un certo punto, arriva il prof.Belli e Nicole scopre che il suo professore di letteratura e la sua ex-babysitter sono fidanzati. Diana ha un nuovo piano per la band: curare la loro immagine, così li porta a fare dei servizi fotografici. Ad Alex iniziano a dare un po' fastidio i cambi di programma di Diana, la quale pensa solo all'impatto sul pubblico dell'immagine della band. Alex non si diverte con gli shoot e decide di non fare più foto. Linda lo nota e gli va a parlare, confidandosi con lui. Alex le dice che è stanco e alle 18:30 ha un appuntamento. Cosicché, per aiutarlo ad andare via, Linda finge uno svenimento e distrae tutti, permettendo ad Alex di scappare, mentre invece Samantha sviene per davvero. Sara è furiosa per l'imminente chiusura del Blue Factory. Quel teatro è come la sua casa ed è lì dove ha incontrato per la prima volta Belli. Nicole cerca di consolarla, ma Sara è disperata. Nicole ha un'idea: cambiare il titolo dei volantini della pubblicità del Blue Factory da "Save the theatre" a "Live the theatre". Al parco, Alex vede Clio ballare, ma appena la ragazza capisce di essere osservata, smette di ballare bruscamente. Ora possono cominciare il lavoro insieme. Mentre passeggiano, Alex reincontra Sara, che era anche la sua di babysitter. Sara riconosce Clio, perché aveva fatto uno spettacolo di danza al Blue Factory. Ma Clio si nasconde e le dice che sta sbagliando di persona. Clio scappa via, ma Alex vorrebbe tanto capire che le prende...

## Episodio 35

### Trama
I ragazzi si recano alla Youth Sound Records e trovano delle loro copie in cartone. Ma ad Alex non piace tutto questo, pensa che a Diana importi solo il marketing e non la musica. Christian cerca di vedere se Linda è davvero cambiata dandole della corista, ma lei afferma che non è importante come sia la foto, l'importante è la voce. Diana ha convocato i ragazzi per mostrarli il planning dei loro prossimi eventi: concerti, interviste, ecc...e siccome Christian ha gli allenamenti di calcio il giorno delle prove, non gli sarà più permesso giocare a calcio. Alex si arrabbia moltissimo ed esce fuori, seguito da Christian e Sam. Il ragazzo pensa che Diana li usi solo come dei burattini per la TV e nient'altro. Alex vuole esprimere sé stesso, dire la sua ed essere libero, ma con Diana nei dintorni, non potrà mai farlo. Alex e Clio stanno ancora lavorando sul progetto perché Clio ha interrotto i contatti e non vuole più fare il progetto, dato che Alex sta iniziando ad invadere troppo il suo spazio personale e la sua vita. Ma alla fine riesce a convincerla ad aiutarlo a finire il progetto, poi ognuno per la sua strada. Ma Clio non gli vuole dare il numero, anche se ha il telefono, e dice di non avere la SIM e di usarlo solo per ascoltare la musica. Durante gli allenamenti di calcio a cui assistono Linda e Samantha, Linda riesce a prendere una palla al volo. Così facendo, si sporca il vestito e Samantha le peggiora la situazione sporcando il vestito con uno straccio sporco. Linda sembra molto turbata, ma poi torna a sorridere, sporcando la maglietta di Samantha. Ad un certo punto, Christian riceve la telefonata di Emma e Linda si arrabbia molto e inizia ad intercalare emozioni di rabbia e odio a emozioni di pace e serenità, come se la vecchia Linda cercasse di uscire fuori da quel corpo. Ma Linda tocca il suo amuleto e ritorna buona, scusandosi con Samantha per essersi arrabbiata. Ad Emma non piace l'idea che il suo ragazzo stia a stretto contatto con la loro nemica, ma Christian le assicura che Linda non è più come quella di prima. Sam arriva in ritardo alla casa discografica senza occhiali, perché si è messo le lenti a contatto e Rebecca approva, ma è stranita. Alle prove di danza, anche Alex arriva in ritardo perché stava registrando un nuovo singolo per la band, ma Diana non vuole farla sentire perché ha già una canzone per la band, che fra pochi giorni ascolteranno. Grazie a Nina, Nicole trova un'idea per salvare il Blue Factory e chiama Sara. Alex sa cosa fare per il progetto e mostra a Clio quello che ha pensato di fare: l'idea è riuscire a trovare degli esercizi fisici con varie difficoltà, così potranno farli tutti, e combinare le attività con la musica. Alex e Clio provano a fare gli esercizi e Alex riesce a vedere una Clio diversa, più solare e aperta. Alla fine, però, stanno quasi per baciarsi, ma Clio si tira indietro. L'idea di Nicole è girare dei video divertenti in cui Sara presenta al pubblico il suo locale e i video verranno pubblicati su un sito creato apposta da Nicole per raccogliere fondi online. Sara non è convinta di questa iniziativa, però, ma il volantinaggio non è più di moda. C'è bisogno di fare qualcosa di moderno e divertente. La raccolta-fondi online è un modo per fare ciò, in modo che la gente investa sul Blue Factory. Nicole ha inventato questa sorta di videoblog di una ragazza, in questo caso Sara, che vive dentro al teatro per evitare che lo demoliscano. Riprendendo le riprese, Sara racconta a Nicole di aver incontrato Alex al parco, ma ormai con Alex, Nicole ha chiuso. Seduta sul parco, Clio si mette a vedere un vecchio video suo mentre balla e Alex arriva dietro alle sue spalle e riesce a vedere qualche attimo del video e a capirne un po' di più sul passato oscuro della ragazza. Ma appena Clio se ne rende conto, si alza su furiosa e ordina ad Alex di dimenticarsi quel video e gli chiede di giurare che non lo dirà a nessuno, poi se ne va. Solo dopo aver consigliato a Clio di lottare per esprimersi, capisce che cosa deve fare per convincere Diana Jones. Clio, invece, decide di cancellare il suo video. Alex si reca da Diana nel suo ufficio per consegnarle la sua chiavetta con la canzone che ha composto e le chiede di ascoltarla. Diana gli promette che troverà del tempo per ascoltare la canzone, ma lo tratta male e lo saluta perché deve rispondere a una chiamata dagli States. Alex lascia il suo ufficio, ma poi scorge Diana mentre getta la chiavetta nel cestino e si arrabbia. Come segno di protesta, decide di buttare giù la sua copia in cartone, promettendo che dimostrerà a tutti che lui non è la sua copia in cartone. 

## Episodio 36

### Trama
In rete e alla radio spopola "I am Nobody", la canzone di un artista con la voce modificata da un alteratore di voce e dall'identità segreta che cela sotto a una maschera, Nobody. Lui non è nessuno, ma è già diventato qualcuno agli occhi di tutti, caricando la sua canzone sulla piattaforma "New Singers". Diana è ammaliata da questo misterioso cantante e incarica il suo segretario Fabio di chiamare quelli della "New Singers" per scoprire chi è Nobody e proporgli un contratto. A scuola tutti ascoltano "I am Nobody" e sono già suoi fan. In rete, tutto il mondo, letteralmente, cerca di scoprire la sua identità, ma pare che Nobody la voglia mantenere segreta. Tutti pensano a Nobody, ma Alex vuole solo sapere perché Clio non si sia presentata in classe. Alex crede che Clio non sia malata e confessa a Christian di aver visto una Clio più dolce l'ultima volta. Ma Alex ha un'idea per andare a parlare con Clio: va da Nina per avere il suo indirizzo, ma Nina non può perché sarebbe violazione della privacy. Ma forse può trovarla al parco. Alex gira per tutto il parco, però scambia una ragazza con Clio. Solo alla fine, riesce a trovarla nascosta dietro ad un albero, scusandosi con lei per aver visto il video e regalandole una SIM, che ha il suo numero memorizzato. Linda chiede a Sam di hackerare il sito di "New Singers" per scoprire la vera identità di Nobody, ma hackerare un sito è un crimine. Ormai tutti sono fissati con questo Nobody, mentre Alex chiede a Sam e Christian di andare in aula di musica perché vuole dire loro una cosa importante. Alex sta per dirli la cosa, ma ad un certo punto arriva Emma, che è tornata in anticipo dagli Stati Uniti d'America. per poter riabbracciare i suoi amici. Diana vuole fare di tutto pur di avere Nobody sotto contratto, persino ingaggiare un investigatore privato. I ragazzi sono troppo felici per il ritorno di Emma e Nina le regala una sciarpa fatta da lei. La sala musica non è adatta a quello che Alex vuole dire a Sam e Christian, quindi li porta in bagno. Alex deve mostrare loro una cosa, ma gli arriva un messaggio e viene distratto da Christian che è curioso di vedere che messaggio è arrivato, facendo uscire fuori dallo zaino una maschera. Sam vede la maschera e capisce che è la maschera di Nobody. È questo il segreto di Alex: lui è Nobody! 

## Episodio 37

### Trama
Alex spiega a Sam e Christian perché ha creato il suo alter ego: Diana aveva cestinato la sua canzone, ma Alex si era ribellato e aveva deciso che tutto il mondo l'avrebbe ascoltata. Diana aveva detto che lui non era nessuno, e Alex ha voluto dimostrare che anche i nessuno hanno qualcosa da dire. Ma non si aspettava tutto questo successo e, ora, la situazione gli è sfuggita di mano. Però è suo obbligo dire tutto a Nicole, perché se lo venisse a sapere da altra fonte, ci starebbe davvero male. Diana fa sentire alla band la base del loro singolo di lancio, "Boys, girls, pop corn". A nessuno dei componenti piace la canzone, che è mediocre e senza senso e si lamentano con la manager. Ad un certo punto, Fabio arriva da Diana per dirle che hanno trovato il luogo dove vive Nobody, cioè il Giappone, così Diana gli ordina di prenotare subito un volo per il paese del sol levante. L'unica soluzione per i ragazzi di non cantare "Boys, girls, pop corn" è che Alex sveli l'identità di Nobody a tutto il mondo, ma il ragazzo non è ancora pronto ad avere successo come Nobody, ma avere successo incidendo con gli Alex&Co. Purtroppo, Sam sta cambiando in peggio e la fama gli ha dato alla testa. Linda si allena con la gentilezza, ma vedendo Emma a scuola, non riesce ad evitare di esternare la rabbia che brulica in lei, anche se non lo mostra ad Emma. Christian, Linda e Samantha hanno vinto la prima fase del progetto "Divertiamoci a stare bene" e Belli consegna loro i moduli per la fase successiva. Mentre Linda e Christian si parlano, Emma sente la loro conservazione, che la fa ingelosire. Christian si scusa con Emma, ma la ragazza continua a tenere il broncio. Nicole è preoccupata perché ci sono pochi fondi sul sito del Blue Factory, allora Alex le propone di mettere "I am Nobody" sul sito, così magari Nobody potrà visitare il sito e portare con sé tanti like. Alex ha deciso che è arrivato il momento di parlare a Nicole di Nobody, ma le continue interruzioni lo allontanano dal suo scopo. Ma alla fine, riesce a rivelarle che Nobody è lui. Però, Nicole non gli crede e pensa che sia solo uno scherzo. Se non gli crede Nicole, come farà a crederli il resto del mondo? L'unica a non apprezzare Nobody è Clio. Sam comincia a prendersi sempre più cura della sua immagine. Ma al parco lui e Rebecca incontrano il prof. Belli che ha una bellissima notizia per Sam: uno dei selezionatori del progetto "Divertiamoci a stare bene" è anche il rettore di un importante college, e gli è piaciuta molto l'app di Sam e Rebecca, cosicché ha pensato che Sam dovrebbe fare domanda per una borsa di studio d'informatica. È un'ottima opportunità, ma Sam non sembra per niente entusiasta. A lui non interessa la borsa di studio, ora è un cantante. Come potrebbe gestire gli esami e un eventuale tour? Alex ritrova di nuovo Clio mentre danza e le propone di fare una passeggiata e prendere una granita. Sarà l'inizio di una nuova storia d'amore? Emma e Christian vanno al loro appuntamento, ma Emma sembra molto gelosa per Christian e Linda. Alex e Clio fanno una scommessa: se Alex riuscirà a fare canestro nel cestino col suo bicchiere di plastica, potrà fare una domanda a Clio, altrimenti lei lo potrà deridere tutte le volte che vorrà. Alex vince la scommessa e chiede a Clio perché ha abbandonato la danza. La domanda sembra turbare moltissimo Clio, che se ne va di nuovo triste e desolata. Di sicuro, una cosa che Alex non riuscirà mai a fare è essere suo amico. Ferrari trova un vocal coach per Emma, in modo che riesca a tornare a cantare assieme ai suoi amici come tempo fa. Ma Emma non vuole più tornare a cantare, perché ha paura. Nicole è ancora triste perché nemmeno con la canzone di Nobody il sito del Blue Factory è riuscito ad avere visualizzazioni. Ma Sam suggerisce un'idea ad Alex: sarà Nobody per un'ultima volta, per Nicole, e Sam e Christian lo aiuteranno. E poi dirà addio a Nobody per sempre, perché Clio lo odia. Alex e i suoi amici si preparano sulla soffitta del nonno di Alex per il video da filmare per il sito. Nicole e Sara girano un altro videoblog, e ad un certo punto Nicole vede sul sito la diretta di Nobody. Sara e Nicole sono super entusiaste e sono grate a Nobody. Sulla piattaforma "New Singers", Nicole trova Nobody online e lo ringrazia per il video. Alex sta per cancellare il suo account, ma vede il messaggio di Nicole e inizia a chattare con lei.

## Episodio 38

### Trama
Nicole e Nobody hanno cominciato a scriversi e la ragazza si sta già innamorando del personaggio misterioso, anche se non lo ammette. Ferrari insiste perché Emma segua i consigli del dottore che le ha portato per tornare a cantare, ma Emma è troppo segnata dallo shock e non vuole più cantare. Il medico dice a Ferrari che l'operazione alle corde vocali non ha portato lesioni gravi, ma è la paura che lascia Emma titubante e poco sicura. Si deve solo trovare il modo di aiutarla a superare il trauma. Ferrari si confida con Nina, che ha già in mente un piano per aiutare Emma a superare il problema psicologico. Nina va da Nicole perché forse è l'unica che può aiutarla: la cosa che dovrà fare è...scrivere una canzone! Nicole non si sente capace e non ha mai scritto canzoni, ma Nina è lì per aiutarla a capire come una canzone potrebbe salvare Emma. Nicole ci si mette d'impegno ma non riesce e scrive di nuovo a Nobody/Alex, il quale scopre che Nicole sta scrivendo una canzone per Emma. Il giorno dopo, Strozzi consegna le verifiche di geografia e, molto stranamente, Sam ha avuto il voto più basso della classe, anche più basso della stessa Samantha. Ma si disinteressa completamente, come se avesse perso l'amore per lo studio. Rebecca ci sta male; non è questo il Sam di cui si era innamorata l'anno scorso. Clio trova una borsa davanti al suo armadietto contenente la sua felpa e una lettera scritta da Alex. Nicole ed Emma si incontrano al Blue Factory e Nicole le dice che ha scritto una canzone ma le serve l'aiuto della sua amica per finirla. La canzone si intitola "Welcome to your show". Emma non vuole aiutarla ma poi accetta. Alex, Sam, Christian assieme a Linda, Samantha e Rebecca incidono "Boys, girls, pop corn" in sala incisioni, ma poi i ragazzi smettono di cantare e si ritirano per parlare: Diana ha sprecato la possibilità che le avevano dato e la canzone è più orribile di prima. I ragazzi prendono in mano la situazione e decidono che non canteranno quella canzone. Rebecca è d'accordo con loro e non fa altro che irritare Linda. Alex, Sam e Christian hanno deciso di sciogliere il gruppo, addio Alex&Co. Finalmente, si sono liberati di Diana Jones e potranno fare vera musica, ma Alex ha bisogno di tempo perché deve risolvere la questione Nobody con Clio e Nicole. Rebecca li raggiunge e dice a Sam che non esiste più il vecchio Sam di cui si era perdutamente innamorata, poi se ne va. Anche Alex e Christian sono d'accordo e incitano Sam a seguirla. Linda e Samantha escono insieme e la prima è estremamente arrabbiata, ha ricevuto l'ennesima delusione e gli Alex&Co. hanno distrutto i suoi sogni. Lei si sforza di pensare positivo, ma Samantha non fa altro che peggiorare la situazione, facendola innervosire di più. Ormai la vecchia Linda è tornata, più spietata e crudele che mai, e promette che gli Alex&Co. la pagheranno per tutto questo! Ferrari e Nina si incontrano al Blue Factory per assistere all'esibizione delle ragazze. Emma ha composto una nuova strofa per la canzone e Nicole la sprona a cantarla. Nicole inizia a cantare e ad un certo punto, sembra che Emma se ne voglia andare, ma prende il microfono e canta anche lei assieme a Nicole! La voce di Emma è anche migliorata ed è più melodiosa e forte di prima. Ferrari e Nina si commuovono e si stringono la mano. Clio trova un manifesto che la ritrae in una posizione di danza sulla bacheca all'ingresso della scuola e la butta via. Alex la vede uscire fuori e la segue per sapere che le capita. Finalmente, Clio si apre e racconta ad Alex il suo passato e perché ha chiuso con la danza: ballare era la cosa che più preferiva al mondo, aveva tutto, una migliore amica, un gruppo di amici e un fidanzato. Ma poi la sua migliore amica ha iniziato a far girare bugie orribili su di lei e le hanno creduto. Nessuno le parlava più, né si sedeva vicino a lei; hanno iniziato a prenderla in giro su Internet e chiamandola al telefono. Si erano allontanati tutti quanti da lei e anche lei decise di sparire, abbandonando la danza. Solo alla fine, lei ed Alex si abbracciano...

## Episodio 39

### Trama
Nicole scrive di nuovo a Nobody e gli dice che ha scritto una canzone per Emma, ma Alex scopre cose ancora più segrete di Nicole. Sam si sta concentrando sempre più sul suo abbigliamento, tralasciando lo studio e Rebecca. Ma si rende conto che sta cambiando in peggio e deve risolvere la situazione al più presto. Emma è felice perché Alex, Sam e Christian hanno lasciato le Lindas e pensa che sia il momento ideale per rimettere in piedi la loro band. E Nicole accetta. Alex, Sam e Christian si mettono insieme a Clio al tavolo in mensa. Linda chiama il maestro Mun perché vuole licenziarlo e si libera del suo amuleto dandolo a Samantha. La vecchia Linda, buona e gentile con tutti, non esiste più e la vera Linda, quella malvagia e senza scrupoli, è tornata! Emma va da Christian per scusarsi e fa pace con lui, baciandolo. Nicole confida a Nobody che vuole tornare nel suo vecchio gruppo e Alex si rallegra. Mentre passeggia nel parco, Rebecca sente la canzone "Likewise" e spunta fuori Sam, con una sorpresa. Chiede il perdono a Rebecca e sancisce il ritorno del vecchio Sam, quello di cui si era innamorata Rebecca, rimettendosi i suoi occhiali. Ed ha anche fatto domanda per la borsa di studio in informatica. Invece di far sparire l'amuleto di Linda, Samantha lo usa come orecchino, cosicché Linda lo getta via. La nuova Linda sarà così cattiva da far paura persino alla vecchia Linda e inizia il suo piano di vendetta chiamando il capo-redattore della redazione di una testata giornalistica per rilasciare un'intervista. Mentre giocano a biliardo, Alex, Sam e Christian ricevono un messaggio ciascuno: è un video-messaggio di Emma e Nicole mentre cantano "Welcome to your show". I ragazzi corrono al Blue Factory, trovando le ragazze che provano i passi di danza per la coreografia della loro canzone. Emma e Nicole propongono ai ragazzi di riformare il gruppo e loro accettano. Gli Alex&Co. sono tornati! Nicole annuncia un evento serale sul sito del Blue Factory, una serata dove si alterneranno diversi artisti sul palco e alla fine, il gran ritorno degli Alex&Co. riuniti sulla scena. Alex riceve un messaggio da Clio, che gli chiede di incontrarsi al parco. Clio è diversa e decide che ormai lei e lui sono amici. Però Alex non vuole essere suo amico, le toglie il cappello e...si baciano! E adesso non sono più solo amici. Alex ha ancora in mente un altro piano e invia un messaggio a Christian e Sam per informarli: ha deciso di fare la cosa giusta. Alex ha deciso di recarsi al Blue Factory da Nicole in veste di Nobody per rivelarle la sua identità. Nicole è esterrefatta e non riesce a crederci. Alex sta per togliersi la maschera, ma Nicole lo ferma e fa un gesto inaspettato...lo bacia! 

## Episodio 40

### Trama
Clio è diventata più aperta e solare, ma ancora non si fida completamente di Alex. Alex racconta a Christian quello che è successo con Nicole. A scuola, Nicole parla ad Alex di quello che è successo con Nobody e allora Alex, per deviare il discorso, le dice che canteranno "Welcome to your show" nella serata al Blue Factory. Nicole ha creato il volantino per lo spettacolo al Blue Factory, che è ormai diventato un luogo magico non solo per Sara, ma anche per gli altri: è lì dove Emma ha ritrovato la sua voce ed è sempre lì dove sono rinati gli Alex&Co. I ragazzi pensano che sia giusto invitare anche le Lindas, perché è solo colpa degli Alex&Co. se il loro sogno è svanito e meritano anche loro di stare sul palco. Alex serve la vendetta a Linda su un piatto d'argento invitando lei, Samantha e Rebecca ad esibirsi sul palco del Blue Factory. Il piano di Linda sarà terribile: li distruggeranno lo spettacolo e non solo quello. Clio si offre volontaria per aiutare Nicole a distribuire i volantini, e quest'ultima la invita prontamente ad esibirsi con uno spettacolo di danza nella serata. Ma Clio non accetta. Sam viene convocato dal preside e Belli per una splendida notizia: ha vinto la borsa di studio per la "Informatic and new technologies University" e non è tutto. Il progetto e l'app di Sam sono piaciuti così tanto che l'offerta include anche la possibilità di concludere gli ultimi due anni di scuole superiori in una scuola per ragazzi particolarmente dotati. L'unico problema è che la scuola si trova a 3 km dall'Università, e a 3000 km dall'Italia. Sam è contento, ma avrebbe desiderato terminare gli ultimi anni di superiori al Melsher. Quale sarà la decisione di Sam? Se accetterà la borsa di studio, perderà gli Alex&Co. e Rebecca. Per avere un consiglio, va a parlare ad Alex. È vero che starà lontano chilometri e chilometri dai suoi amici e dalla sua ragazza, ma per fortuna esistono le videochiamate. Nicole continua a mandare messaggi a Nobody, ma non le risponde. Nicole è sempre più impaziente, ma Alex non ne vuole sapere di mandarle messaggi. Sam non ha ancora le idee chiare, mentre sua nonna è entusiasta e felice e ha detto che si trasferirà con lui se accetterà la borsa di studio. Ora basta solo che Sam racconti tutto a Rebecca. L'ultima speranza di Nicole è che Nobody si presenti allo spettacolo, per poterlo rivedere e parlargli faccia a faccia. Clio è arrabbiata con Alex perché ha letto dell'intervista che ha rilasciato Linda: la ragazza afferma che hanno sciolto il gruppo perché Alex era innamorato di lei. Alex dice a Clio che è una pazzia e quello che ha detto Linda non è assolutamente vero. Ma Clio non si fida abbastanza e Alex la esorta ad aprire quella sfera di vetro nella quale si è rinchiusa e a porre fiducia nelle persone più vicine. Entra in scena un nuovo personaggio, Ray, che si innamora a prima vista di Emma, vedendola al parco. Un gruppo di bulletti locali prende la palla da basket a Ray, sicché il ragazzo propone loro una sfida: una partita uno contro uno, 5 canestri. Se vincono loro, potranno tenersi il pallone e il ragazzo non si farà più vedere, ma se vince Ray, si tiene il suo pallone e la loro cassa. I bulletti accettano la sfida, alla quale assiste anche Emma per alcuni attimi, incuriosita. Alla fine, Ray vince la sfida e il gruppetto dei bulli perde, ma lo inseguono perché umiliati. Al Blue Factory, mentre Emma si scalda la voce, riceve la visita di Ray che, regalandole il pallone con su scritto il suo nome, le confessa che gli piace e le promette che si rivedranno, prima o poi. Sara riceve una struggente notizia: il nuovo proprietario ha anticipato il giorno della demolizione del teatro...

## Episodio 41

### Trama
Alex corre tutti i rischi possibili decidendo di girare un video in veste di Nobody nei bagni della scuola. Se qualcuno riconoscesse il bagno, potrebbe capire che Nobody è uno studente del Melsher. Siccome fra poco il Blue Factory verrà demolito, Sara ha anticipato lo spettacolo alla sera stessa e Nobody registra il video perché la gente sappia che lo spettacolo è stato anticipato e che ci sarà anche lui, altrimenti il lavoro di Nicole sarebbe stato inutile. Tutti quanti hanno visto il video postato da Nobody e sono impazienti di andare alla serata. Il video arriva anche sotto agli occhi di Diana, che aspettava solo un'occasione del genere per smascherare finalmente Nobody e proporgli un contratto. Nicole annuncia alla classe l'anticipazione dell'evento e il fatto che sarà presente anche Nobody, così Linda è felice perché pensa che lei e Nobody siano destinati a stare insieme. Sam porta Rebecca a fare un giro e le racconta della borsa di studio, ma Rebecca non se ne preoccupa e convince Sam ad accettare la proposta. Sam e Rebecca sono legati per sempre, e non potranno mai allontanarsi definitivamente. Prima dell'inizio della serata, Samantha regala alle sue amiche dei braccialetti dell'amicizia per celebrare il ritorno delle Lindas; ma Linda rivela a Samantha e Rebecca che suo padre ha comprato il Blue Factory e ha intenzione di demolire il teatro per assecondare la volontà di sua figlia. Le due ragazze sono molto deluse dall'egoismo e dalla cattiveria di Linda, cosicché decidono che non saranno più sue amiche e la abbandonano. Linda non ha bisogno di Samantha e Rebecca e chiama suo padre per chiedergli di abbattere il teatro oggi stesso. Il pubblico è molto numeroso, compresi i compagni di classe dei ragazzi, ma Clio non c'è. Anche Ray e Diana, che è sicura che entro la serata avrà Nobody sotto contratto, sono tra il pubblico. Sara dà inizio alla serata e presenta la prima artista, che altri non è che Clio, la quale ha deciso di tornare a danzare e continuare a seguire il suo sogno. Dopo la favolosa performance di Clio, tocca a Sam e Rebecca che cantano insieme "Likewise". Dietro alle quinte, Sam rivela ai suoi amici che forse quella sarà l'ultima volta che canteranno insieme, perché ha accettato la borsa di studio e partirà fra due settimane. Gli altri sono felici e lo abbracciano. E ora tocca agli Alex&Co., che canteranno "Welcome to your show" per l'ultima volta insieme come una band e soprattutto come un gruppo di amici uniti. A tutto il pubblico piace molto la canzone e Diana si stupisce della loro forza comunicativa e si rende conto di aver perso dei grandi artisti, pentendosi per aver cercato di soffocare la loro espressività. Credeva che dei ragazzini non avrebbero mai potuto scrivere canzoni belle, ma gli Alex&Co. le hanno dimostrato che sono molto più di quel che sembra. Mentre invece Linda brucia di invidia per il loro successo. Recandosi nel backstage, i ragazzi ricevono la visita di Diana che si scusa con loro e confessa che aveva una gran band davanti ai suoi occhi, ma l'ha lasciata andare. Purtroppo però, il loro contratto scade a mezzanotte del giorno stesso e non possono più incidere la canzone. Ma Sam dice a Diana che hanno registrato la canzone e la donna si rallegra e si congeda. Gli Alex&Co. esordiranno con il loro primo e ultimo disco insieme e riabbracciano il loro amico Sam. L'ultima esibizione è quella di Nobody, quella che aspettavano tutti quanti fin dall'inizio dello spettacolo. Il prof.Belli presenta Nobody al pubblico, che si esibisce con la sua canzone d'esordio. Ma Nobody decide di non cantare e ferma la musica. Ha deciso di fare il gran passo: rivelare a tutti la sua vera identità!

## Episodio 42

### Trama
Alex ha rivelato a tutti chi è Nobody, ma sia Clio che Nicole sono deluse e Clio dice addio a Nobody. Il piano di Linda è fallito e il Blue Factory non verrà più raso al suolo. Ma Linda promette che vendetta avrà...DUE SETTIMANE DOPO: Al Blue Factory si tiene la conferenza stampa per il lancio del primo e ultimo disco degli Alex&Co., ma Sam è partito, mentre Christian non c'è. Emma vorrebbe rispondere al giornalista che vorrebbe sapere dove si trova Christian, ma Diana la interrompe e chiude la conferenza stampa. Siccome i giornalisti sono rimasti senza risposta, Linda rilascia una dichiarazione per dispetto: gli Alex&Co. si sono sciolti, mentre Christian è andato a vivere con la sua famiglia in Australia senza preavvisi per almeno due anni, lasciando sia il gruppo che la povera Emma. La sorella di Rebecca, Giada, è fissata con Linda e il suo sogno è da sempre stato far parte delle Lindas. Giada incolpa Rebecca di aver abbandonato le Lindas per un nerd e promette che prenderà il suo posto, anche se il suo unico difetto è essere più alta di Linda. Emma incontra di nuovo Ray, che la chiama di continuo "scintilla". Diana ha deciso che lascerà la Youth Sound Records per dedicarsi a sé stessa e dice ad Alex che le loro strade si separeranno. Ma lo lascia in buone mani...lo lascia nelle sue stesse mani, perché Alex Leoni è già in grado di camminare con i suoi piedi. Addio Diana Jones! Emma è delusa e triste per essere stata lasciata da Christian e si trova in un vicolo cieco. Ma suo padre le regala la collana di sua madre. Nicole ha perdonato Alex e ha anche scoperto la sua vera passione: scrivere canzoni. Alex è diventato ancora più famoso, ma a lui interessa solo fare pace con Clio, che ancora non lo ha perdonato. Giada si è trasferita al Melsher Institute e incontra come sperato il suo idolo. Linda la riconosce, ma Giada cerda di convincerla che lei non è come sua sorella. Siccome Giada è troppo alta per lei e non c'è l'altra componente delle Lindas, Linda non la accetta nel gruppo. Ma Giada ha in mente un piano. Alex chiede consigli ad Emma per la questione Clio. Giada va da Samantha per recuperarla, e la ragazza sceglie Linda a Rebecca. Alex consegna a Clio un tablet con un video, che dovrà guardare da sola. Il video conquista Clio, che alla fine decide di parlare con Nicole, la quale riesce a convincere Clio di concedere ad Alex un'altra possibilità. Giada porta Samantha da Linda per avere il suo perdono e Linda mette Giada alla prova, esaudendo a metà il suo grande sogno. Sara convoca Nicole, Emma ed Alex perché il Blue Factory ha dei problemi di soldi...infatti il teatro ha così tanti soldi che non si sa come usarli. Nobody ha attirato adoratori da tutto il mondo e il Blue Factory è diventato famosissimo. Ora devono solo vedere come spenderli. Sara pensa che varrebbe la pena di spenderli in un bel progetto e Alex ha già un'idea sul come spenderli: creare una casa discografica tutta loro, che si chiamerà Blue Factory Records, che avrà come artista di punta Nobody. Ma come sempre ci saranno le Lindas a distruggere i loro sogni...

## Episodio 43

### Trama
Al Melsher arriva il nuovo professore di spagnolo, il prof.Lopez, che conquista il cuore di Nina, suscitando la gelosia del preside. Nina ha dei problemi con suo figlio e teme che venga bocciato, cosicché chiede consigli a Ferrari. Di questi ultimi tempi, Nina e Ferrari sono davvero affiatati, così Nicole ed Emma architettano un piano per far innamorare Ferrari di Nina. Al Blue Factory, Nicole cerca di scrivere una canzone d'amore per Nobody, ma non trova le parole. Clio ha deciso di sconfiggere le sue paure e comunica a Sara che dopo la serata per salvare il Blue Factory, ha deciso di ricominciare a ballare, perciò vorrebbe riprovare le selezioni per l'accademia di danza. L'anno prima aveva già tentato di accedervi, ma dopo quello che le era successo si era tirata indietro, cominciando ad avere paura di tutto e tutti. Clio chiede a Sara di potersi allenare nel suo teatro, e Sara è contenta per la sua scelta. Anche Nicole ha un talento, e Sara le propone di trovare delle scuole per compositori di canzoni. Ray non smette di ronzare attorno ad Emma. Nicole ed Emma tornano da Ray sul campo da basket per ridargli la sua palla, ma Emma non è ancora interessata a lui perché pensa che sia troppo presuntuoso. Clio ritrova per caso il suo ex ragazzo, Ivan, il quale le dice che anche lui era presente alla serata nel Blue Factory. Ivan vuole riprovarci con Clio, ma lei lo rigetta perché sa bene che è tornato solo perché ora è famosa. Linda, Samantha e Giada li osservano da lontano e capiscono che lui è l'ex di Clio. Sarà un ottimo inizio per il loro piano di vendetta: Ivan è ancora innamorato di Clio, ma c'è Alex che si pone come ostacolo, quindi se Ivan è il nemico di Alex, allora è l'amico di Linda. Il nuovo logo della Blue Factory Records è pronto e verrà appeso all'ingresso dell'ufficio, ma Linda glielo impedisce e sconfina Alex ed Emma nel seminterrato, siccome il teatro è di suo padre e lei può decidere tutto. Emma ed Alex si recano nello scantinato e scoprono che non è niente male: è spazioso e pieno di oggetti fantastici. Lo scantinato li fa ricordare tanto la famosa stanza segreta, dove iniziò tutto quanto; ora basta solo fare un po' di ordine. All'ingresso dello scantinato, Emma ritrova di nuovo la palla di Ray con su scritto il suo nome. Emma ed Alex riportano il pallone a Ray, il quale, vedendoli, pensa che stiano insieme e rimane deluso. Il giorno dopo, Emma prepara a suo papà la colazione e sfrutta l'occasione per chiedere a Ferrari se gli piace qualche donna e se ha deciso di ricominciare una nuova vita sentimentale, ma sembra che non ci sia verso. Però Emma non si arrende e, assieme a Nicole, va da Rebecca per chiedere il suo aiuto: dovrà truccare Nina per aprire gli occhi a Ferrari. Nicole regala a Nina due biglietti per un musical al Blue Factory. Magari il secondo biglietto lo potrà dare ad un uomo colto, che sappia apprezzare il teatro. Ferrari nota il cambiamento di Nina, che gli propone di andare insieme a lei al musical, ma l'uomo è troppo occupato dal lavoro e rifiuta l'offerta, lasciandola delusa. Samantha sta male perché Rebecca ha trovato delle nuove amiche in Nicole ed Emma. Clio va da Alex per perdonarlo e proporgli di uscire insieme, ma Alex non può a causa di un'intervista. Lopez vede il biglietto di Nina e le propone di andare insieme al musical, ma spunta fuori Ferrari che gli prende il ticket di mano e gli dice che Nina ha già il suo accompagnatore, cioè lui stesso. Nina avrà il suo appuntamento con Ferrari. Clio va all'intervista di Alex, ma siccome l'intervistatrice gli chiede di mettersi la maschera di Nobody, la ragazza lascia il teatro subito dopo. Alex si arrabbia perché nell'intervista si parla solo di Nobody e non di Alex Leoni, cosicché lascia il palco e se ne va. Nobody sarà l'ultima pedina del piano delle Lindas, perché Clio lo odia, quindi loro useranno Nobody contro Alex. Ferrari ha deciso di inserire il figlio di Nina al Melsher perché possa recuperare l'anno e non rischiare di essere bocciato. Emma si offre volontaria assieme ai suoi amici per aiutarlo, così Ferrari le presenta il figlio di Nina, che si rivela essere proprio...Ray!

## Episodio 44

### Trama
Ray continua a corteggiare Emma, ma la ragazza non cede alle sue avances. Clio mette un avviso sulla bacheca perché ha bisogno di un ballerino per un passo a due. Alex si offre volontario, ma non è un ballerino professionista. Clio non accetta e Alex si stufa di inseguirla. Anche le Lindas fanno la conoscenza di Ray e Giada rimane conquistata dal suo fascino, ma appena scoprono che è il figlio di Nina, lo designano come un perdente anche lui. Giada prende il posto di Rebecca accanto a Samantha, ma si accende una fiamma poco amichevole tra Ray ed Alex, quando il primo prende il suo posto per stare accanto ad Emma. Infatti, Ray è diventato il loro nuovo compagno di classe, assieme a Giada. Emma ha un'idea: fingere di essere la ragazza di Alex per tenere alla larga Ray e far ingelosire Clio. Emma ed Alex hanno trovato un nuovo punto d'incontro, la gelateria Erika's, gestita appunto da Erika, e lì assistono allo spettacolo di un eccellente pianista, ma a dir poco maldestro. Rebecca raggiunge Emma ed Alex da Erika's. Linda, Samantha e Giada si concedono un trattamento di bellezza alla SPA personale di Linda e intanto cercano di architettare un piano per distruggere Alex. Giada propone a Linda di usare Ivan come nuovo Nobody e macchiare la reputazione di Alex. Nonostante il piano sia geniale, Giada non fa ancora parte delle Lindas. Il pianista maldestro, che si chiama Matt, fa la conoscenza di Rebecca e se ne innamora a prima vista, fingendo di essere il cameriere del locale e portandole un succo alla pesca. Linda, Samantha e Giada vanno alla scuola che frequenta Ivan per parlargli, e al ragazzo piace fin da subito l'idea. Alex ha grandi notizie: la celebre rivista "Top music" vuole fare una diretta TV con Nobody e Alex desidererebbe tanto che la diretta si faccia al Blue Factory, ecco perché lo chiede a Sara. Ma Giada origlia nelle quinte la loro conversazione e avvisa subito Ivan. Infatti, subito dopo Ivan entra nel teatro e si offre come nuovo aiutante di Sara dandole il suo curriculum. Sara non ha il suo periodo d'oro, ma Ivan insiste per aiutarla. Giada ha compiuto la sua missione alla perfezione, cosicché Linda le comunica che può ufficialmente diventare una Lindas e le dà appuntamento al salone di bellezza per la celebrazione. Finalmente le Lindas torneranno ad essere un trio. Mentre sono seduti al bar, Emma e Alex si abbracciano e Clio li vede, cosicché Emma lo abbraccia una seconda volta per far ingelosire Clio. Il piano ha funzionato. Matt ha concluso il suo giorno di prova da Erika, ma la ragazza non sa se le converrebbe tanto assumerlo come suo cameriere. La maldestria di Matt le costerebbe più di danni che di paga. Ma Matt farebbe di tutto pur di diventare il nuovo cameriere di Erika's e rivedere Rebecca, perfino lavorare gratis. Erika capisce perché fa così e esaudisce il suo desiderio assumendolo. Emma non riesce a trovare il suo genere preferito e si confida con Alex. Ivan assiste alle prove di Nobody dalle quinte per imparare le mosse di danza, ma ad un certo punto Alex avverte dei problemi con il distorsore, il piccolo microfono incorporato nel casco che modifica la voce di Alex, e lo mostra ad Ivan, che capisce sempre più cose su Nobody. Al sentire che Clio si deve allenare sul palco, Ivan scappa per non essere scoperto. Nicole manda il testo della sua canzone ad una scuola per autori di canzoni, in modo da accedervi. Emma fa ascoltare a Nicole una melodia composta da Alex per una nuova canzone; se le parole di Nicole venissero aggiunte alla melodia, la canzone farebbe un successone. Camminando per il parco e riascoltando le note della melodia composta da Alex nella sua mente, Nicole butta giù su un foglio alcune parole da aggiungere alla melodia e alla fine, rivivendo i ricordi con Alex, si rende conto di essere ancora innamorata di lui...

## Episodio 45

### Trama
Siccome ormai Emma e Rebecca sono diventate grandi amiche e non c'è più quell'odio che provavano l'un l'altra, Rebecca si confida con Emma e le dice che lei e Sam si sono lasciati. Erano sempre più lontani e Sam con la nuova scuola è sempre più impegnato ed è giusto che si concentri su quella. Nicole è in attesa dei risultati per l'ammissione alla scuola di giovani autori e quando arrivano, la ragazza non riesce a guardare e lascia ad Emma il compito di guardare per lei. Nicole è stata presa e dovrà pagare lei i frullati per Rebecca ed Emma. Matt nasconde un segreto alla gente: lui è in realtà miliardario e ha un autista che si chiama James, ma vorrebbe che nessuno sapesse le sue vere origini. Si è fatto assumere come cameriere da Erika solo per poter rivedere Rebecca, della quale non conosce nemmeno il nome. Matt arriva in ritardo per Rebecca, che se n'è già andata. Clio incontra Patrick, l'assistente di un'amica di Sara che insegna danza. Patrick è al Blue Factory perché ha già frequentato l'accademia di danza e vuole aiutare Clio a superare l'esame di ammissione. Ivan è riuscito ad infiltrarsi al Blue Factory e sta familiarizzando con Alex e ha conquistato la sua fiducia. Il piano sta procedendo alla perfezione, ma dovrà stare molto attento con Clio: se lo vedesse, sarebbe la fine per il piano di Linda. Sara anticipa degli scatti fotografici per Nobody in settimana, a causa della diretta a fine mese di Top music, e Ivan sente la sua conversazione con Alex. Un amico fotografo di Sara concederà loro qualche minuto per degli scatti a Nobody, ma Alex dovrà presentarsi puntualissimo, perché dopo il servizio fotografico, il fotografo ha un aereo da prendere. Alex assiste alle prove di Patrick e Clio, che viene distratta dalla presenza di Alex e lo invita ad andarsene. Ma Patrick ha bisogno di una mano e chiede ad Alex di fare lui la coreografia con Clio, così Patrick potrà vedere da fuori cosa non va nella coreografia. Clio accetta solo per entrare nell'accademia. Ivan vede la coreografia di Clio ed Alex e si promette che riavrà la sua ragazza. Rebecca rimane affascinata dalla maestria col piano del nuovo cameriere e Matt può finalmente fare la sua conoscenza. Addirittura, riesce a sedere con lei a un tavolo per parlare di musica. Rebecca fraintende la situazione economica di Matt pensando che sia povero, quello che appunto voleva Matt. Da subito, nasce una bella intesa tra i due...appena combina uno dei suoi disastri, Rebecca interviene per aiutarlo e, in cambio, Matt dovrà suonare il piano più spesso. Giada è sempre più illusa e ancora non sa come sia la vera Linda. Nicole si prepara per partire nella nuova scuola; dovrà stare via in un'altra città per qualche mese, ma Emma le promette che si sentiranno sempre. Nicole si confida con Emma e le rivela di essere ancora innamorata di Alex, ma non sa se lui prova lo stesso per lei e, per togliersi questo dubbio dalla testa, dovrà parlare con lui, come consigliatole da Emma. Alex è a caccia d'ispirazione per le parole della sua canzone, ma Nicole lo interrompe. Ma Alex non riesce a capire quello che cerca di dirgli e le dice che saranno per sempre migliori amici. Sara consiglia a Nicole di unire le parole del suo testo con la melodia che ha composto Alex, proprio come la aveva proposto Emma. Sara vuol far cantare ad Alex "The magic of love", ma Nicole non vuole che la legga, altrimenti potrebbe capire che la canzone è stata scritta per lui. Allora Sara farà così: darà ad Alex il testo, ma non gli dirà mai e poi mai che la canzone è stata scritta da Nicole. Cosicché, la ragazza accetta la proposta. Emma sta componendo una canzone per la Blue Factory Records, ma c'è un vuoto nel brano, che lei proprio non riesce a colmare. Neanche i consigli di Alex riescono ad aiutarla, ma ad un certo punto arriva Ray che colma il vuoto del brano con un pezzo rappato da lui stesso. Alex, Emma e tutti gli altri preparano una sorpresa per Nicole, prima che possa partire. Nicole abbraccia Alex per un'ultima volta. Alex si affretta per andare al Blue Factory per il servizio fotografico, ma la gomma della sua bicicletta è stata bucata! Alex chiama Sara ma non gli risponde. Allora, l'unica cosa rimasta da fare è correre a teatro. Alex arriva troppo tardi perché...un impostore ha preso il suo posto per il servizio e si finge Nobody...

## Episodio 46
Alex si reca furioso dall'impostore per capire di chi si tratta e rimane a bocca aperta quando scopre che l'impostore è Ivan. Il ragazzo afferma che ha preso il suo posto solo per aiutare Alex, perché il fotografo era arrivato e lui ancora non c'era. Alex cade nella trappola e nasconde la verità a Sara, facendole credere di essere stato presente allo shooting. Ivan porta le informazioni recenti a Linda, la quale decide che è tempo di festeggiare, ma senza Ivan, perché è ancora alla metà del lavoro. Emma chiede a Ray perché continua a chiamarla "scintilla". Ray le dice che ci sono due motivi se la chiama così: il primo è perché quando la vide cantare da sola, sul palco del teatro, i suoi occhi scintillavano. Il secondo motivo è perché ogni volta che la vede, una scintilla si accende nel suo cuore. Ray interrompe la lezione di Strozzi quando consiglia ad Emma di cambiare il ritmo della sua canzone, sicché lo Scorpione, come suo solito, lo punisce dandogli da fare una ricerca di 50 pagine sulle leggi della geotermica e un'altra ricerca, sempre di 50 pagine, sulla dorsale oceanica e, visto che la signorina Ferrari si diverte così tanto, toccherà anche a lei fare le ricerche. Ad Emma non piace più il fatto che Alex finga di essere il suo ragazzo mandando via a gambe levate Ray, poiché ci sono alcuni suoi aspetti che le piacciono davvero tanto, come ad esempio il fatto che lui sia un rapper. Alex propone ad Emma di far fare a Ray un provino per la Blue Factory Records. Clio, sentendo per caso una conversazione tra Alex ed Emma, scopre che la loro relazione era tutto una messa in scena per farla ingelosire, ma scopre anche i veri sentimenti che Alex prova nei suoi confronti. Alex si scusa per finta con Sara di non essere stato puntuale il giorno dello shooting, ma Sara non capisce, perché avevano cominciato 10 minuti in anticipo, cosicché Alex scopre che quello che gli aveva detto Ivan era tutto una bugia e rivela a Sara che il giorno dello shooting sotto alla maschera di Nobody c'era Ivan. Alex e Sara vanno furiosi da Ivan, il quale riesce a tirarsene fuori spudoratamente dicendo che li aveva ingannati perché il suo desiderio era essere Nobody per qualche minuto. Aveva visto il costume lì, pronto in camerino e non aveva resistito per metterselo, ma il fotografo era spuntato fuori all'improvviso, Ivan non sapeva come tirarsi fuori da quella situazione e ha fatto il servizio al posto di Alex. Sara ed Alex, da ingenui, credono alla sua menzogna e lo perdonano. Alex e Ray fanno una partita di basket insieme e cominciano a diventare amici, dal momento che Alex gli rivela che tra lui ed Emma non c'è niente, oltre a una profonda amicizia, e lascia campo libero a Ray. Rebecca si reca di nuovo da Erika's assieme a Clio, e Matt per poco non rivela i suoi sentimenti. Per sorprendere la sua amata, Matt si esibisce con una versione riarrangiata di "Oh my gloss!" al piano. Emma viene distratta dallo studio da Ray che le manda dei selfie divertenti, così anche lei comincia a farne di uguali. Nina e Strozzi si recano all'ufficio del preside perché sia Nina che Ferrari non sono d'accordo sulla punizione che Strozzi ha inferto ai loro figli; 50 pagine sono davvero oltre il limite, ma Strozzi fraintende e pensa che siano solo favoritismi. Alex si allena con l'ukulele per la canzone che ha composto, ma ancora non trova le parole, così Sara gli viene in aiuto per il testo. Ma Alex ha deciso che stavolta a cantare non sarà Nobody ma Alex Leoni. Patrick e Clio terminano i loro allenamenti di danza, ma Clio rimane a teatro e incontra Alex, che le parla della sua finta relazione con Emma, ma Clio lo sorprende dicendogli che già sapeva tutto. I due si stanno per baciare, ma Sara li interrompe. Il giorno dopo, Clio si reca all'accademia di danza per l'esame di ammissione, ma non tutto va secondo i suoi piani: la prova da solista è andata bene, ma per il passo a due Patrick non si presenta. Clio ritrova il professore che l'anno prima faceva il presidente della commissione, la volta in cui lei non riuscì ad esibirsi per gli spiacevoli fatti avvenuti. Clio si sta per ritirare come l'anno scorso fece perché Patrick non c'è, ma...

## Episodio 47

### Trama
Per fortuna, Alex arriva in tempo per salvare Clio e si esibisce con lei nel passo a due. Un passo falso di Alex rischia di far saltare all'aria la performance, ma i due riescono a convincere il severo presidente della commissione e rifanno il passo a due. La performance è ottima e anche la commissione è soddisfatta. Dopo l'esibizione, Alex spiega a Clio che era tutto un piano suo: aveva convinto Patrick ad insegnargli la coreografia e lasciargli il suo posto, ed ecco perché Patrick non si era presentato. Finalmente, Clio ha capito il gesto d'amore profondo di Alex e lo bacia. Alex e Clio si mettono insieme e Alex le regala il giorno dopo una collana con una chiave come ciondolo, la chiave per il suo cuore. Sara presenta ad Alex il testo per la sua canzone, dicendogli che l'ha scritto una sua amica. Al ragazzo piace molto il testo. Rebecca propone a Clio ed Emma di andare a fare shopping, ma le due sono impegnate e non possono accompagnarle. Così Matt le propone di andarci insieme. Clio è riuscita ad accedere all'accademia di danza, e Ivan viene a sapere da Sara che il passo a due lo ha fatto assieme ad Alex e gli fa vedere il video del provino che ha fatto lei stessa, dicendo infine ad Ivan che ora Clio ed Alex stanno insieme. Ciò non fa altro che scaturire la gelosia di Ivan. Ray ed Emma fingono di studiare insieme storia e geografia davanti agli occhi di Ferrari, ma in realtà Ray è andato a casa di Emma solo per continuare a lavorare sulla loro canzone. Matt e Rebecca vanno a fare shopping insieme, ma Matt si nasconde perché la commessa del negozio lo conosce. Ray fa conoscere ad Emma il suo mondo, il mondo del rap, ed esce insieme a lei di nascosto. Tornati da Erika's, Matt e Rebecca si esibiscono al piano con la versione riarrangiata di "Oh my gloss!" e fanno un successone. Ma Erika non la pensa come loro e, siccome Matt non si è presentato al lavoro per l'ennesima volta, lo licenzia. Rebecca si assume la colpa di quel che è successo. James cerca di spronare Matt a rivelare chi è per davvero a Rebecca, così tra loro due non ci saranno più segreti. Ad Emma piace l'universo di Ray e grazie all'unione dei loro due mondi, riescono a finire la canzone. Ma un gruppetto di bulli nemici di Ray rubano la chiavetta con la canzone e scappano via. Ray ed Emma li inseguono, ma i bulli buttano la chiavetta oltre il recinto di un campo. Arrampicandosi, Ray ed Emma riescono a recuperare la chiavetta e finalmente si baciano, dando inizio alla loro storia d'amore. I due lasciano il campo, ma non sanno di essere stati avvistati da Ferrari, che ritrova la collana della madre di Emma, che lui le aveva regalato, caduta per terra. Emma non si è neanche accorta di aver perso la preziosa collana. Alex rivela a Clio che durante la diretta TV di Top music, lancerà la sua carriera da solista come Alex Leoni e dirà per sempre addio a Nobody. Emma viene scoperta dal padre, che le chiede dove sia la collana di sua madre. Come previsto, Emma gli mente e Ferrari afferma che Ray ha una pessima influenza su sua figlia e decide che da allora in poi, al di fuori della scuola, Emma non avrà più il permesso di rivedere Ray. Alla diretta al Blue Factory, anche le Lindas sono tra il pubblico. Sarà la prima diretta televisiva di Nobody e sono tutti ansiosi di vederlo. Nobody si presenta sul palco e canta "I am Nobody", ma in realtà...sotto alla maschera non si cela Alex, perché è stato rinchiuso nei camerini e Ivan ha preso il suo posto, all'insaputa di tutti quanti. Alex cerca di rompere la porta, ma non riesce a liberarsi. Il falso Nobody dà inizio a una nuova era per sé stesso, un'era in cui Nobody vivrà per sempre e non si fermerà mai, deludendo le aspettative di Clio.

## Episodio 48

### Trama
Clio è delusa e lascia il teatro. Il piano delle Lindas e Ivan ha funzionato come previsto. Alex riesce a liberarsi e a uscire dal camerino grazie a una lima, ma è troppo tardi. Sara chiede al falso Nobody perché non ha comunicato al pubblico l'addio alle scene di Nobody, ma Ivan scappa via. Alex corre da Sara per informarle che sotto al costume di Nobody non c'era lui, ma c'era Ivan. Sara ed Alex hanno fatto male a sottovalutarlo, perché Ivan è molto più pericoloso di quel che sembra. Ormai hanno capito che è tutto un piano di Ivan, che si è addirittura portato via il costume di Nobody. Ma Alex sa bene che non è tutta una macchinazione solamente di Ivan, e capisce che ci deve essere per forza Linda dietro a tutto questo. Prima della diretta, era andato a prendere il suo telefono nel camerino ed era stato rinchiuso lì dentro; non può essere tutto una coincidenza. Alex vuole rivelare la verità a tutti, ma Sara gli chiede di non farlo, altrimenti se il mondo scoprisse che quello della diretta era un impostore, l'immagine della Blue Factory Records verrebbe gravemente danneggiata. Ma gli permette di dirlo a Clio. Alex ritrova il suo telefono gettato nel pattume e sente un audio vocale mandato da Clio sulla chat. Alex cerca di chiamarla, ma non risponde. Rebecca, Clio ed Emma vanno a fare shopping insieme, ma Clio continua a rifiutare le chiamate di Alex, mentre Emma è assillata dalle telefonate di suo padre che cerca di accertarsi che non stia assieme a Ray. Ivan corre da Linda al salone di bellezza perché è successo qualcosa di grave: Sara l'ha scoperto e ha chiamato i suoi genitori, dicendo che se Ivan non restituirà il costume al più presto, lo denuncerà. Linda lo rassicura dicendogli che Sara non può assolutamente provare che il giorno della diretta sotto alla maschera ci fosse proprio Ivan, è la sua parola contro quella di Sara. Anzi, gli ordina anche di restituire il costume di Nobody, per tenerli buoni, e Linda chiamerà suo padre che le procurerà prontamente un costume uguale a quello di Nobody. Così, Ivan riavrà la sua Clio, mentre Linda distruggerà i sogni di Alex e la sua Blue Factory Records, quant'è vero che si chiama Linda Rossetti. Emma e Rebecca cercano di capire perché il loro amico si è rimangiato la parola data, ma Alex non può spiegare loro quello che è successo sul palco. Emma è intenzionata ad andare da Ray per spiegargli perché non può più rivederlo. Rebecca chiede ad Erika di riassumere Matt, ma Erika non ne vuole sapere. Matt chiede a Rebecca di uscire di nuovo insieme e lei accetta. Emma rivela a Ray che suo padre non vuole più che lo frequenti. Strozzi viene convocato di sabato da Ferrari, il quale chiede allo Scorpione di riempire di compiti Ray, così che non abbia il tempo di uscire da casa. E dovrà riempire di compiti persino Emma. Intanto, Ray lascia Emma perché non fa di testa sua e sta sempre sotto le volontà di suo padre. Giada provoca di nuovo sua sorella Rebecca, la quale cerca sempre di aprirle gli occhi sulla vera Linda. Ferrari e Nina hanno finalmente un momento di pace e serenità insieme, lontani dai corrispettivi figli e dal lavoro. Ferrari vorrebbe raccontarle quello che ha fatto per allontanare Emma e Ray, ma non ci riesce. Matt e Rebecca passano un magnifico pomeriggio insieme, però Rebecca cerca di non far spendere niente a Matt, perché convinta che la sua situazione economica precaria non glielo permetta. I due stanno per baciarsi, ma Matt si tira indietro dandole un bacio sulla guancia. Matt racconta quello che è successo a James ed è ancora insicuro perché Rebecca non sa il suo segreto. Matt non l'ha baciata perché vuole essere sincero con lei. Ma dovrà pure correre il rischio, prima o poi. Alex se ne frega se Ivan ha preso il suo posto e vuole cantare "The magic of love" come Alex Leoni. Mentre canta la canzone, viene interrotto dall'arrivo di Clio, che è disposta ad avere una spiegazione da Alex. Il ragazzo le rivela che dietro alla maschera di Nobody non c'era lui, ma un impostore. Clio non gli crede e allora Alex si stanca di non essere creduto da Clio, sicché chiude il loro rapporto e lascia il teatro. In rete gira un video del falso Nobody, che promette ai suoi followers che questo è solo l'inizio. Nobody non si fermerà mai! Alex si stufa, perciò manda un suo video in rete in cui invita il fasullo Nobody a recarsi al Blue Factory per una sfida tra loro due...

## Episodio 49

### Trama
Il falso Nobody e Alex si incontrano al Blue,  Factory. Ivan gli confessa che può essere un Nobody migliore di lui, ma viene subito cacciato fuori da Sara. Sara è arrabbiata con Alex per il video di sfida che ha mandato a Ivan, ora tutto il mondo sa di questa faccenda. Linda consegna a Ivan un copione con frasi ridicole e scontate che dovrà studiare per mettere in cattiva luce Alex. Emma è completamente sommersa dai compiti di Strozzi, come Ferrari aveva richiesto. Nina chiede a Ray perché non si vede più con Emma, ma suo figlio non vuole risponderle e le rinfaccia che lei non si fida mai di lui. Visto che Emma ha lasciato campo libero, Giada ci prova con Ray, ma viene scoperta da Linda mentre dice che non ha un capo e la espelle dalle Lindas. Per dimostrarle che lei non è come sua sorella Rebecca, Linda le concede un giorno di tempo. Ivan posta in rete un video mentre dice cose stupide, mascherato da Nobody. La gente nota il cambiamento e inizia a dare del pallone gonfiato ad Alex. Rebecca ha paura che Matt non la ami, e pensa di averlo umiliato non facendogli comprare niente durante il loro appuntamento (infatti, gli aveva offerto il biglietto per il cinema e non l'aveva lasciato comprare delle bibite). Sentendo la conversazione di Rebecca ed Emma su Matt, a Giada viene in mente un piano. Nina parla con Emma per sapere se Ray le ha fatto qualcosa, siccome non si parlano né si vedono più. Nina fraintende la situazione pensando che suo figlio abbia fatto una brutta mossa con la ragazza, cosicché, prima che Nina possa punire suo figlio per qualcosa che non ha fatto, Emma le rivela che è stato suo padre ad allontanarla da Ray. Nina ci sta male e, vedendo Ferrari in corridoio, gli urla in faccia davanti a tutta la scuola e gli dice che la loro storia è finita. Dopo che Rebecca ha lasciato il suo telefono sopra al lavabo per andare in bagno, Giada le prende il cellulare e, pur di compiacere Linda, blocca il contatto di Matt così che Rebecca pensi che Matt non la chiama più e non le manda più messaggi perché non è più interessato a lei. Anche Clio vede il video-messaggio del falso Nobody e si rende conto che Alex non avrebbe mai potuto dire tante sciocchezze insieme e si scusa con lui per non essersi fidata di lui. Alex le rivela che sotto alla maschera del falso Nobody c'è il tuttofare del teatro...Ivan. Clio rimane a bocca aperta quando sente quel nome e corre via. Giada racconta a Linda il gesto meschino che ha commesso contro sua sorella, sicché Linda la riammette nel trio. Clio si reca a scuola da Ivan per trarlo in inganno: gli chiede perché non è mai venuto a salutarla quando lavorava al Blue Factory e gli dice che sa già che sotto alla maschera del falso Nobody c'è lui. Ivan cade nella trappola di Clio, ma ancora non le rivela che è lui l'impostore mascherato da Nobody. Clio se ne va soddisfatta perché Ivan ci è cascato. Appena andata via, Ivan prende il copione che gli ha dato Linda e lo strappa, per non mettersi in ridicolo davanti agli occhi di Clio. Ray, per farsi perdonare da sua mamma, le chiede di andare a casa insieme per parlare. Rebecca cerca di sapere dov'è finito Matt da Erika, ma Erika non ne sa nulla. James consiglia a Matt di mettere via il cellulare, togliersi Rebecca dalla testa per un po' e concentrarsi sull'esame di diploma che sta andando a fare al conservatorio. Rebecca non riesce a contattare Matt. Andando a lezione di danza, Clio passa davanti al conservatorio e trova Matt all'ingresso, perciò chiama subito Rebecca per informarla di quanto visto. Emma e Rebecca raggiungono Clio al conservatorio e assistono tutte e tre all'esame di diploma di Matt. Finito il saggio, i professori si commuovono, mentre Matt scopre che Rebecca ha assistito al saggio fin dall'inizio. Usciti dal conservatorio, Matt sta per rivelare a Rebecca il suo segreto, ma interrompono la mamma Sonja e la sorella Soraya di Matt che rivelano a Rebecca quello che Matt voleva dirle. Matt è miliardario! Come regalo per il diploma, Matt ottiene due settimane di vacanze ai Caraibi, che raggiungerà con il jet di suo padre. Rebecca non sa che dire e non ha nemmeno il tempo di farsi spiegare tutto dal ragazzo, perché se ne va subito. Rebecca non riesce a credere che Matt le abbia nascosto di essere ricco sfondato e non sa se essere triste o felice. Appena entrati a scuola, i ragazzi assistono a una sorpresa inaspettata: Ivan è andato al Melsher travestito da Nobody per mentire a tutti dicendo che Alex, suo vecchio amico, l'aveva pugnalato alle spalle e aveva preso il suo posto. Inoltre, lo accusa persino di essere un ladro e un traditore. Clio, invece, rivela ad Alex che Ivan è il suo ex ragazzo...

## Episodio 50

### Trama
Ivan è riuscito a macchiare la reputazione di Alex, ma Alex gli propone una sfida: tra una settimana, si dovrà presentare sul palco del Blue Factory per decretare chi tra i due è il vero Nobody. Ivan non accetta la sfida e lascia il Melsher Institute. Linda e le sue ancelle lo inseguono furiose, perché il ragazzo non ha rispettato i patti e il copione, e ha fatto di testa sua. Ivan confessa a Linda che ha un piano migliore del suo: diventare davvero Nobody. Linda gli ricorda che lui sa ballare, ma non sa cantare e se accetterà la sfida, verrà umiliato da Alex davanti a tutti. Ivan le dice che non ha più bisogno di loro e che può farcela benissimo da solo. Questa volta, Ivan ha davvero superato il limite e se le Lindas non faranno qualcosa al più presto, le porterà affondo con lui. Mentre Matt passa il suo fantastico soggiorno ai Caraibi, Rebecca inizia a pensare che la loro relazione è stata fin dall'inizio piena di segreti e non sa se si potrà ancora fidare di Matt. Mentre invece, Emma e Ray si allontanano sempre più: Emma non riesce a ribellarsi alla volontà di suo padre e deve sempre sottostare ai suoi ordini, mentre Ray fa sempre l'arrabbiato con Emma e sembra non ci sia. Alex e Sara sono disposti a tutto pur di smascherare Ivan e, intanto, la notizia del falso Nobody è arrivata anche da Nicole, che chiama Alex per dirgli che può provare che lui è il vero Nobody. Infatti, ha salvato tutte le loro conversazioni di quando chattavano insieme sulla piattaforma New Singers. Ma Alex non vuole coinvolgere Nicole, né disturbarla, e le dice che stavolta si occuperà lui di risolvere la situazione. Matt ha rinunciato al viaggio ai Caraibi per spiegare a Rebecca perché ha nascosto le sue origini. James cerca di convincerla ad ascoltarlo, ma Rebecca ha chiuso con lui e non vuole più rivederlo. Matt la segue e le rivela che è per davvero innamorato di lei e per quanto riguarda la bugia, non sa nemmeno lui come ci è finito dentro. Alla fine, Rebecca lo perdona e si baciano, mettendosi finalmente insieme. Ivan ha caricato un altro video per dire al mondo che lui è il vero Nobody e che non accetterà la sfida di Alex. Tante persone sono dalla sua parte, ma tanti altri lo criticano e gli danno del codardo, fifone, ecc...Alex ha paura, perché se Nobody perde credibilità, anche la Blue Factory Records perderà la sua di credibilità e finirà nel baratro. Devono fare qualsiasi cosa pur di convincere Ivan ad accettare la sfida. Ma Clio ha già un'idea: sarà lei a convincere Ivan. Lui e Clio si incontrano al parco e Clio lo inganna. Ivan le confessa che fa tutto questo solo per riprendersi Clio; la ragazza gli dice che se fosse davvero lui Nobody, avrebbe denunciato tempo fa Alex per avergli rubato la canzone e l'alter ego. Ma Ivan le mente dicendo che non l'aveva fatto per non mettere nei guai il ragazzo di Clio e non farla di nuovo soffrire come aveva fatto in passato. Clio finge di essere toccata dal gesto di Ivan e, finalmente, riesce a convincerlo ad accettare la sfida. Infatti, Ivan corre da Linda al salone di bellezza per chiedere il suo perdono e implorarla perché lo aiuti a vincere la sfida. Ma a Linda non basta battere Alex; vuole privarlo di tutto: Nobody, la sua casa discografica, la sua credibilità. Sicché dà un'altra chance a Ivan, ma se fallirà un'altra volta...sarà la sua fine! Sara fa sentire a Clio ed Emma la canzone "The magic of love", ma Emma riconosce le parole e si ricorda che il testo è di Nicole. Sara non voleva che si scoprisse l'autrice, ma ora sia Emma che Clio, soprattutto Clio, hanno scoperto chi è. Clio ci rimane male perché si rende conto che le parole di Nicole sono state scritte proprio per Alex. Sara chiede alle ragazze di non rivelare ad Alex chi ha scritto la canzone, perché lui ancora non lo sa. Emma si è decisa a riprendersi la sua felicità e manda un audio vocale a Ray per parlargli. Ray viene chiamato a casa da Emma perché la ragazza vuole scusarsi e gli rivela che lei vuole stare con lui, ma non ha lottato per tutto ciò. Ora, è arrivato il momento di farlo. Emma e Ray si baciano, poi vanno a mani unite da Ferrari perché Emma gli dica che non le importa quel che suo padre vuole per lei. Lei ama Ray e vuole solo che suo padre accetti la cosa, perché lei non rinuncerà al loro amore, e non c'è niente che suo padre possa fare per separarli. Ferrari è stupito e resta senza parole. Ivan e le Lindas si recano da Alex, Ray, Emma, Matt e Rebecca per annunciare loro che Ivan ha accettato la sfida. Alex propone un patto: se Ivan vincerà, si potrà prendere Nobody e tutto quello che è proprietà di Alex, ma se vincerà quest'ultimo...Ivan e Le Lindas non si dovranno far vedere mai più al Blue Factory, mentre Linda dovrà convincere suo padre a lasciare la gestione del teatro a Sara senza interferire. Linda accetta l'accordo e lo preavvisa che se vincerà lei, Alex dovrà rinunciare anche alla Blue Factory Records. Ivan carica subito il video su Internet. Ora è ufficiale, non potrà più tirarsi indietro. Clio invita Alex ad uscire insieme e al parco lo ringrazia per averla aiutata a riscoprire sé stessa e a lasciarsi alle spalle il passato. Ha ripreso il ballo, è riuscita ad entrare all'accademia di danza, ha affrontato Ivan e ha chiuso per sempre con il suo passato. Ma Clio invita Alex a riprendere anche lui la sua vita nelle sue mani e gli ridà la collana con la chiave che le aveva regalato, dicendogli che non è lei la ragazza del suo cuore...

## Episodio 51

### Trama
È arrivato il fatidico giorno della sfida per decretare chi è il vero Nobody. Alex e Clio sono rimasti solo ottimi amici, anche se è difficile assorbire la cosa della separazione. Nina è ancora furiosa con Ferrari e non gli rivolge nemmeno più la parola. Giada tenta di riprovarci con Ray, ma il ragazzo le dice esplicitamente che è meglio se lo lascia in pace perché lui è il ragazzo di Emma e non c'è nessun'altra che gli piaccia più di lei. Intanto, Ferrari sente la loro conversazione e capisce che Ray non è davvero un brutto tipo come pensava all'inizio. E scopre persino che i voti di Ray sono migliorati moltissimo quest'anno. Ray corre da Nina per annunciarle che ha preso 8 e 1/2 in spagnolo e per dirle che ha aggiustato il forno e Ferrari sente anche questa conversazione, rendendosi sempre più conto che in fondo Ray è un bravo ragazzo. Linda ha già programmato tutto per la serata: Alex avrà un piccolo incidente di percorso, mentre Ivan dovrà solo salire sul palco e conquistare il pubblico. Infatti non dovrà nemmeno cantare, perché quando Alex sarà stato eliminato, Ivan potrà avere tutti i riflettori su di sé. Ferrari chiede il perdono a Nina e le confessa che ha scoperto che Ray è un bravo ragazzo e si è pentito di essersi intromesso nella loro relazione impedendo ad Emma di frequentarlo. E si è pentito di aver ferito i sentimenti di Nina. Alla fine, Nina è commossa e lo perdona, rimettendosi insieme a lui. Alex è tranquillo per la sfida, perché sa che con l'onestà potrà riuscire a sconfiggere i suoi nemici, mentre i suoi amici sono dalla sua parte e per dimostrarglielo, si sono fatti fare una maglietta con il suo nome stampato sopra. Anche Erika si è messa la maglietta e sta dalla sua parte, e offre un giro di bevande ai ragazzi. Alex e Sara hanno un problema al Blue Factory: le Lindas sono nel seminterrato, la sede della Blue Factory Records, e stanno smantellando tutto. Tutto ciò per distrarre Sara e Alex, perché intanto Ivan si è intrufolato nel camerino dove Alex ha lasciato la maschera di Nobody e l'ha scambiata con una copia. Linda minaccia Alex di distruggere l'ufficio della Blue Factory Records e intima a Sara di aspettarsi una lettera di sfratto. Alex riesce a fermarla ricordandole che la sfida non è ancora iniziata e il patto non era così. Alex inizia ad avere sempre più paura di Linda; non avrà pace finché non lo vedrà distrutto e umiliato. La sfida può avere inizio e la platea si divide in due parti: da una parte si trovano i sostenitori di Ivan e dall'altra parte quelli che spalleggiano Alex. La sfida si svolgerà in due fasi separate: la prima fase vedrà Alex e Ivan sfidarsi nel ballo, mentre la seconda fase sarà quella del canto. E sarà il pubblico il giudice della sfida. I due passano la prima fase, ma nella seconda, la fase del canto, Alex riscontra un problema con il distorsore che altera la voce nella sua maschera; era questo il piano: Ivan ha scambiato le maschere mettendo una falsa maschera che ha il distorsore rotto, per impedire ad Alex di cantare. Alex si rende conto che la maschera non è sua e che è tutta colpa delle Lindas. Sara vuole fermare tutto, ma Alex ha un'idea: chiede a Matt e Ray di assicurarsi che Ivan non cerchi di scappare, mentre lui canterà senza maschera. Alex torna sul palco e vuole costringere Ivan a togliersi la maschera e cantare. Ivan viene costretto a cantare dal pubblico. Alex canta eccellentemente la canzone "I am Nobody", mentre Ivan cerca di scappare, ma viene fermato da Matt e Ray. Ivan non riesce a cantare e fugge via dal teatro. Ormai tutti sanno che Ivan era un impostore, e il piano di Linda è fallito! Il bene ha vinto di nuovo, e Alex è riuscito a battere una volta per tutte Linda. Ma il ragazzo deve fare una dichiarazione: quella è stata l'ultima esibizione di Nobody, perché ora Nobody non esisterà più. Da oggi canterà solo come Alex Leoni e la Blue Factory Records è ufficialmente nata. E come primi artisti della casa discografica, Alex ha il piacere di presentare al pubblico Emma e Ray, che cantano finalmente la loro canzone insieme, "So far, yet so close". Invece, Linda, Giada e Samantha lasciano il teatro e se ne vanno per sempre via dal Blue Factory. Clio raggiunge Ivan dietro alle quinte per vederlo per l'ultima volta mentre sparisce con la coda fra le gambe. Ivan cerca di giustificarsi, ma ormai è finita per lui e Clio non vuole più vederlo sulla sua strada. Linda provoca Ivan e gli dà dell'incompetente, poi scarica tutte le colpe su Giada. Sara e Clio le invitano a lasciare il Blue Factory, ma Linda non vuole mantenere le promesse fatte perché dice che non hanno prove per toglierle di mano la gestione del teatro. Ma Sara aveva già previsto tutto ed è per questo che aveva fatto un video di Linda mentre stringeva il patto con Alex. Ora Linda è alle strette ed è costretta a lasciare per sempre nelle mani di Sara la gestione del Blue Factory. Andando via, le Lindas rivedono Nicole. Nicole è apparsa di sorpresa al Blue Factory! Dopo l'esibizione di Emma e Ray, tocca ad Alex, l'artista di punta della Blue Factory Records, che chiuderà la serata. Alex canta "The magic of love" e anche Emma, Ray, Rebecca e Matt, che suona il piano, sono sul palco per sostenerlo. Vedendo Nicole spuntare all'improvviso tra il pubblico, Alex capisce che il testo l'aveva scritto lei per lui e si rende finalmente conto che è lei la ragazza del suo cuore. Sicché, sale su in platea e Nicole ed Alex si scambiano un bellissimo bacio, con gli applausi di tutti quanti. Così, termina la terza stagione di Alex&Co.: Ray ed Emma sono riusciti ad unire i loro due mondi, Rebecca ha riscoperto l'amore con Matt, Nina e Ferrari hanno capito di essere fatti l'uno per l'altra, Clio ha chiuso con il suo passato ed ha aiutato Alex ad aprire gli occhi e infine Alex è riuscito a battere una volta per tutte Linda e ha scoperto che l'unica vera ragazza del suo cuore è sempre stata Nicole...
|}